# اچ‌دی ۷۷۳۷۰
اچ‌دی ۷۷۳۷۰ یک ستاره است که در صورت فلکی شاه‌تخته قرار دارد.